# Xanthopastis moctezuma
Xanthopastis moctezuma là một loài bướm đêm trong họ Noctuidae.